# Union (Kentucky)
Pour les articles homonymes, voir Union.
Union est une ville américaine située dans le comté de Boone dans l’État du Kentucky. Lors du recensement de 2010, sa population était de 5 379 habitants.

## Traduction
- (en) Cet article est partiellement ou en totalité issu de l’article de Wikipédia en anglais intitulé « Union, Kentucky » (voir la liste des auteurs).